# 霍莫克科马罗姆
霍莫克科马罗姆，是匈牙利佐洛州所辖的一个村，总面积16.70平方公里，总人口209，人口密度12.5人/平方公里（2010年1月1日）。